# Hattan Bahebri
Hattan Sultan Ahmed Bahebri (en arabe : هتان سلطان أحمد باهبري) est un footballeur international saoudien né le 16 juillet 1992 à Djeddah. Il évolue au poste d'ailier à Al-Taawoun FC.

## Biographie

### En club
Il joue quatre matchs en Ligue des champions d'Asie avec le club d'Al-Ittihad.

### En équipe nationale
Il joue son premier match officiel en équipe d'Arabie saoudite le 25 décembre 2017, contre les Émirats arabes unis (score : 0-0).
Il est ensuite retenu afin de participer à la Coupe du monde 2018 organisée en Russie.
Le 11 novembre 2022, il est sélectionné par Hervé Renard pour participer à la Coupe du monde 2022.

## Palmarès
- Finaliste de la Supercoupe d'Arabie saoudite en 2013 avec Al-Ittihad